# 莎琳汶沙灘戰役
莎琳汶沙灘戰役是第二次世界大戰期間1942年2月8日至9日之間大日本帝國陸軍侵略大英帝國所屬新加坡的的第一個階段，是新加坡戰役的一個組成部份。日軍在山下奉文中將的指揮下首次攻擊盟軍在新加坡西北部的莎琳汶沙灘（Sarimbun Beach）。盟軍司令官白思華（Arthur Percival）中將未曾預料到日軍會從西北方向進攻新加坡，因此未能及時支援首當其衝的澳洲第22步兵旅。日軍在莎琳汶沙灘登陸後，主要目標是佔領登加空軍基地（Tengah Airfield）。

## 背景
白思華派遣高登·班涅特（Gordon Bennett）少將統領的澳洲第8步兵師兩個步兵旅負責守衛新加坡西北地區，地形主要是紅樹林沼澤和熱帶森林，中間有河流和小溪。哈羅德·伯菲爾德·泰勒（Harold Burfield Taylor）准將統領的澳洲第22步兵旅、澳洲第2/4機槍營、英屬印度陸軍金德步兵营（Jind Infantry Battalion）以及從新加坡華人中招募的星華義勇軍被分配到沿著莎琳汶沙灘10英里（16）寬的區域。澳洲第27步兵旅被分配到新加坡北部4,000碼（3,700）寬的區域，毗鄰新柔長堤，澳洲第2/4機槍營分佈在步兵部隊。

## 經過
2月8日晚上10點30分左右，日軍第5師團和第18師團4,000人乘坐登陸艇前往莎琳汶沙灘，遇上沙灘上的澳洲機槍手，雙方互相開火。日軍連續進攻由澳洲第22步兵旅守衛的莎琳汶沙灘，人數和炮火等不斷增加，逐漸佔了優勢，形勢對本來就兵力不足的澳洲第22步兵旅越來越不利。日軍成功地攻擊盟軍在沿海防線上的幾個缺口，例如河流和小溪。到了午夜，防守莎琳汶沙灘的澳洲第22步兵旅已經和澳洲第27步兵旅彼此失去聯繫，被迫撤退。凌晨1點，更多的日軍在沙灘登陸，最後的澳洲預備隊也投入了戰鬥。
1942年2月9日黎明時分，澳洲第22步兵旅的部分部隊已被日軍超越或包圍，而位於中部的澳洲第2/18步兵營則損失了一半以上的人員。堅守右翼的澳洲第2/20步兵營也全力抵抗日軍。左側的澳洲第2/19步兵營被包抄，只剩下B連面對日軍的最初登陸和攻擊。直到登加空軍基地即將被日軍佔領時，白思華中將才決定增援已經精疲力盡的澳洲第22步兵旅。援兵到達之前，遭受重創的盟軍已撤退到「裕廊線」（Jurong Line）。2月9日中午左右，日軍佔領登加空軍基地。

## 後續
2月9日天黑後不久，三艘英國費爾邁爾B機動汽艇（Fairmile B motor launch）被派往柔佛海峽西部、毗鄰莎琳汶沙灘的海岸線地區進行突襲。他們的主要目標是攻擊日軍登陸艇並擾亂敵方通訊。新馬兩岸的日軍向機動汽艇開火，把他們逼向新柔長堤。三艘機動汽艇最終成功地擊沉幾艘日軍登陸艇，受到的損害很小。一些盟軍士兵將此視為有效防禦策略的一個例子，但認為高級指揮官使用得太少且太遲。

## 外部連結
- Germaine Foo-Tan, 2004, "1942 – Sarimbun Beach Battle" (Singapore Ministry of Defence).